# Pont-Authou
Pour les articles homonymes, voir Pont (toponyme).
Pont-Authou est une commune française située dans le département de l'Eure, en région Normandie, peuplée de 580 habitants.

## Géographie

### Localisation
| Freneuse-sur-Risle         | Glos-sur-Risle | Thierville                                           |
| Freneuse-sur-Risle, Authou | Pont-Authou    | Malleville-sur-le-Bec (par un angle) Le Bec-Hellouin |
| Authou                     | Brionne        | Le Bec-Hellouin                                      |

### Boisement
Une petite partie nord de la commune de Pont-Authou est couverte par la forêt de Montfort.[réf. nécessaire]

### Voies de communication et transports
La commune est traversée par l'embranchement de Serquigny à Rouen de la ligne de Paris à Caen et à Cherbourg, mise en service le 24 juillet 1865. Elle est desservie par la station de Pont-Authou (gare fermée à la fin du XXe siècle).

### Hydrographie
La commune est située dans le bassin Seine-Normandie. Elle est drainée par la Risle, le ruisseau du Bec, des bras de la Risle et divers autres petits cours d'eau,.la Risle, 
La Risle, d'une longueur de 145 km, prend sa source dans la commune de Planches et se jette  dans la Seine à Berville-sur-Mer, après avoir traversé 52 communes. Les caractéristiques hydrologiques de la Risle sont données par la station hydrologique située sur la commune de Pont-Authou. Le débit moyen mensuel est de 11,6 m3/s. Le débit moyen journalier maximum est de 88,1 m3/s, atteint lors de la crue du 26 mars 2001. Le débit instantané maximal est quant à lui de 115 m3/s, atteint le même jour.

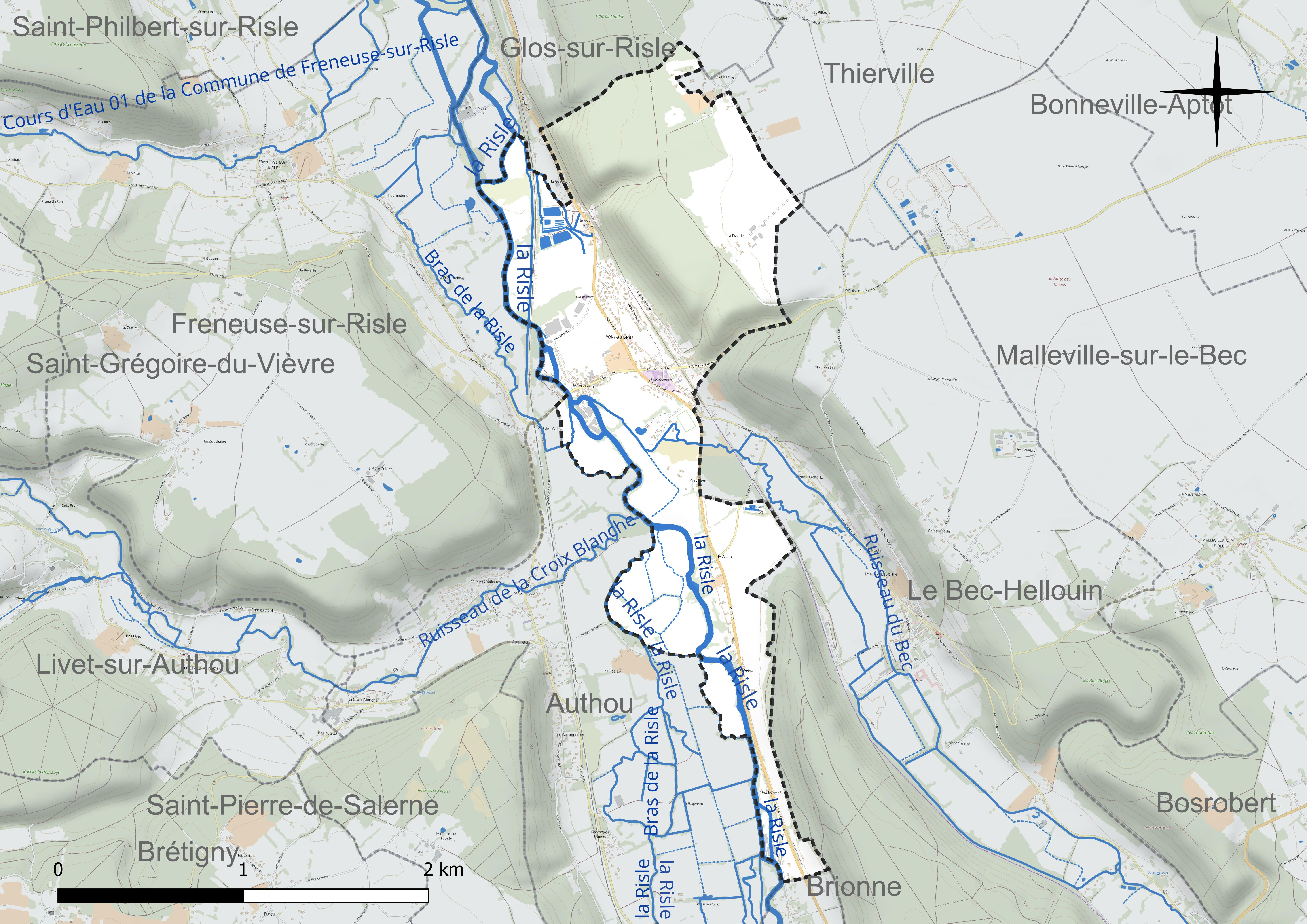
Réseau hydrographique de Pont-Authou.

### Climat
Pour des articles plus généraux, voir Climat de la Normandie et Climat de l'Eure.
En 2010, le climat de la commune est de type climat océanique altéré, selon une étude du CNRS s'appuyant sur une série de données couvrant la période 1971-2000. En 2020, Météo-France publie une typologie des climats de la France métropolitaine dans laquelle la commune est exposée à un climat océanique et est dans la région climatique  Côtes de la Manche orientale, caractérisée par un faible ensoleillement (1 550 h/an) ; forte humidité de l’air (plus de 20 h/jour avec humidité relative > 80 % en hiver), vents forts fréquents. Parallèlement le GIEC normand, un groupe régional d’experts sur le climat, différencie quant à lui, dans une étude de 2020, trois grands types de climats pour la région Normandie, nuancés à une échelle plus fine par les facteurs géographiques locaux. La commune est, selon ce zonage, exposée à un « climat contrasté des collines », correspondant au pays d'Auge, Lieuvin et Roumois, moins directement soumis aux flux océaniques et connaissant toutefois des précipitations assez marquées en raison des reliefs collinaires qui favorisent leur formation.
Pour la période 1971-2000, la température annuelle moyenne est de 10,4 °C, avec  une amplitude thermique annuelle de 13,2 °C. Le cumul annuel moyen de précipitations est de 776 mm, avec 12,8 jours de précipitations en janvier et 8,1 jours en juillet. Pour la période 1991-2020, la température moyenne annuelle observée sur la station météorologique la plus proche, située sur la commune de Brionne à 6 km à vol d'oiseau, est de 11,5 °C et le cumul annuel moyen de précipitations est de 791,7 mm,. Pour l'avenir, les paramètres climatiques de la commune estimés pour 2050 selon différents scénarios d’émission de gaz à effet de serre sont consultables sur un site dédié publié par Météo-France en novembre 2022.

### Milieux naturels et biodiversité

#### Natura 2000
- Risle, Guiel, Charentonne[17].

#### ZNIEFF de type 1
- Les prairies des Marionnettes et des Essarts[18] ;
- La grotte de la Chambrie[19] ;
- Les Mangeants[20].

#### ZNIEFF de type 2
- La vallée de la Risle de Brionne à Pont-Audemer, la forêt de Montfort[21].

#### Site classé
- Le vallée de la Risle,  Site classé (1993)[22].

- La « vallée du Bec, écrin de l'abbaye du Bec-Hellouin »,  Site classé (2024)[23].

## Urbanisme

### Typologie
Au 1er janvier 2024, Pont-Authou est catégorisée commune rurale à habitat dispersé, selon la nouvelle grille communale de densité à 7 niveaux définie par l'Insee en 2022.
Elle est située hors unité urbaine et hors attraction des villes,.

### Occupation des sols
L'occupation des sols de la commune, telle qu'elle ressort de la base de données européenne d’occupation biophysique des sols Corine Land Cover (CLC), est marquée par l'importance des territoires agricoles (53,9 % en 2018), une proportion identique à celle de 1990 (53,9 %).
La répartition détaillée en 2018 est la suivante : forêts (30,3 %), prairies (30 %), terres arables (19,5 %), zones urbanisées (15,8 %), zones agricoles hétérogènes (4,4 %).

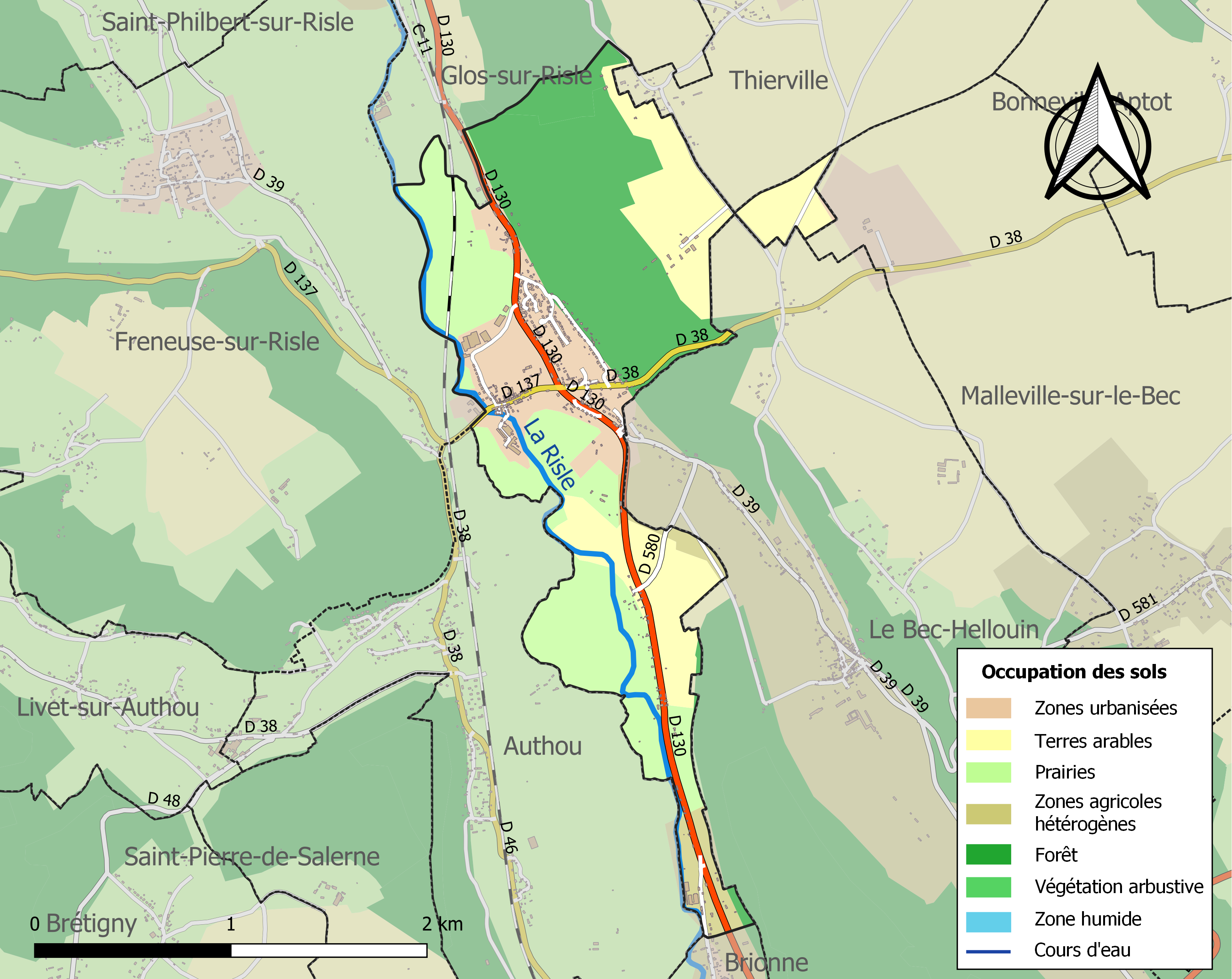
Carte des infrastructures et de l'occupation des sols de la commune en 2018 (CLC).

L'évolution de l’occupation des sols de la commune et de ses infrastructures peut être observée sur les différentes représentations cartographiques du territoire : la carte de Cassini (XVIIIe siècle), la carte d'état-major (1820-1866) et les cartes ou photos aériennes de l'IGN pour la période actuelle (1950 à aujourd'hui).

## Toponymie
La localité est mentionnée sous les formes Pons Altou en 1024 (charte de Richard II); Ponthaltou en 1025 (Fauroux 36); Pontem Altoo en 1041 (Fauroux 98); Pons Haltou en 1079; Pons Autouldi en 1041; Ponte de Autou à la fin du XIIe siècle; Pons Haltou en 1079 (Neustria pia, charte de Guillaume le Conquérant); Pons Altouci au XIe siècle (Orderic Vital); Pons Autouldi en 1141 (charte de fondation du prieuré de Bourg-Achard); Pons Altoi en 1174 (cartulaire de Jumiéges); Pons Altous et Pons Autou en 1175 (charte de Rotrou, archevêque de Rouen); Pons Auto en 1181 (bulle d’Alexandre III); Pons de Autou en 1203; Pons Altaldi, Pons Atolphi et vulgo Pont Aultou en 1557 (Robert Cœnalis); Pont Aulton en 1668 (André Du Chesne, Antiq. et rech. des villes).
Comme l'indiquent les formes anciennes, il s'agit bien de la juxtaposition de deux éléments Pont et Authou. Les deux termes ont été adjoints au Moyen Âge pour permettre de faire la distinction avec Pont-Audemer.
Cependant, contrairement à ce dernier, le second élément n'est pas un anthroponyme, mais un toponyme préexistant, si l'on en croit l'étymologie probable.
Le h graphique de certaines formes anciennes est lié à l'attraction du mot français « haut », issu du gallo-roman *HALTU. Quant à la forme latinisée Pons Autouldi de 1041, elle assimile cet élément à un anthroponyme germanique attesté Altoldus.
La localité voisine d'Authou mentionnée sous la forme Autouel en 1293 et 1410 indique par ces formes anciennes en -el, qu'il ne s'agit bien d'un dérivé du nom de (Pont-)Authou et donc, que ce dernier est bien le primitif Authou.
D'après les formes anciennes régulières et la finale -ou actuelle, il s'agit d'un nom de lieu gaulois ou gallo-roman. En effet, la finale -ou régulièrement attestée dans l'Eure représente, selon la plupart des toponymistes, le suffixe gaulois -avo.
Le premier élément Alt-, que l'on retrouve dans de nombreux toponymes identifiés comme gaulois (cf. Auteuil < Alt-ialon avec gaulois ialon « clairière », Authie < Alt-tegia avec gaulois tegia « maison »), est d'étymologie obscure.

## Histoire

### Moyen Âge
Au Xe siècle, la paroisse a pour seigneur Richard Turstin de Bastembourg.
Au Moyen Âge, Pont-Authou est une vicomté, et a le 20 avril 1381 pour gouverneur Jehan de Wis, à qui Robert Assire, trésorier du roi, par mandement lui ordonne de payer les travaux de réparation du château de Vatteville, qui avaient été faits du temps où Richard de Brumare était vicomte.

## Politique et administration
| Période                                  | Période  | Identité      | Étiquette | Qualité       |
| ---------------------------------------- | -------- | ------------- | --------- | ------------- |
| mars 2001                                | 2008     | Jean Mouchard |           |               |
| 2008                                     | En cours | Karine Vallée | DVD       | Fonctionnaire |
| Les données manquantes sont à compléter. |          |               |           |               |

## Démographie
L'évolution du nombre d'habitants est connue à travers les recensements de la population effectués dans la commune depuis 1793. Pour les communes de moins de 10 000 habitants, une enquête de recensement portant sur toute la population est réalisée tous les cinq ans, les populations de référence des années intermédiaires étant quant à elles estimées par interpolation ou extrapolation. Pour la commune, le premier recensement exhaustif entrant dans le cadre du nouveau dispositif a été réalisé en 2008.

En 2022, la commune comptait 580 habitants, en évolution de −10,77 % par rapport à 2016 (Eure : −0,25 %, France hors Mayotte : +2,11 %).
| 1793 | 1800 | 1806 | 1821 | 1831 | 1836 | 1841 | 1846 | 1851 |
| ---- | ---- | ---- | ---- | ---- | ---- | ---- | ---- | ---- |
| 210  | 204  | 175  | 307  | 377  | 411  | 420  | 407  | 439  |

| 1856 | 1861 | 1866 | 1872 | 1876 | 1881 | 1886 | 1891 | 1896 |
| ---- | ---- | ---- | ---- | ---- | ---- | ---- | ---- | ---- |
| 469  | 517  | 549  | 533  | 505  | 522  | 488  | 458  | 462  |

| 1901 | 1906 | 1911 | 1921 | 1926 | 1931 | 1936 | 1946 | 1954 |
| ---- | ---- | ---- | ---- | ---- | ---- | ---- | ---- | ---- |
| 448  | 450  | 442  | 383  | 450  | 424  | 385  | 405  | 456  |

| 1962 | 1968 | 1975 | 1982 | 1990 | 1999 | 2006 | 2008 | 2013 |
| ---- | ---- | ---- | ---- | ---- | ---- | ---- | ---- | ---- |
| 532  | 538  | 534  | 639  | 613  | 675  | 702  | 712  | 670  |

| 2018 | 2022 | - | - | - | - | - | - | - |
| ---- | ---- | - | - | - | - | - | - | - |
| 615  | 580  | - | - | - | - | - | - | - |

## Culture locale et patrimoine

### Lieux et monuments
La commune de Pont-Authou compte plusieurs édifices inscrits à l'Inventaire général du patrimoine culturel :
- l'église Saint-Louis (XIIIe (détruit) et XIXe siècle)[38]. Elle fut dédicacée par Eudes Rigaud en 1251. Entre 1865 à 1872, elle a fait l'objet d'une reconstruction par Étienne Bourguignon. Elle était placée sous le patronage de l'abbaye du Bec-Hellouin ;
- le manoir de la Poterie (XVIIe et XVIIIe siècles)[39]. Un logis a été construit au XVIIe siècle, puis un second dans la deuxième moitié du XVIIIe siècle. Ce dernier est resté inachevé puisqu'une seule aile a été bâtie. Les bâtiments agricoles datent du XVIIIe siècle. Une chapelle ainsi qu'un colombier, édifiés dans le domaine, sont aujourd'hui détruits ;
- la mairie (XIXe et XXe siècles), située rue Louise Givon (RD 130)[40], réalisée par Émile Auvray ;
- l'hospice (XIXe siècle)[41] ;
- le monument aux morts situé dans la cour de la mairie. Il inclut la statue du Poilu au repos, réalisée par Étienne Camus[42] ;
- la filature Frémont des Essarts, puis Decaux (XIXe siècle)[43] ;
- la filature Durufle-Quesné, puis Jubault (XIXe et XXe siècles)[44] ;
- un manoir du XVIIIe siècle[45] ;
- une chapelle du XVIIIe siècle[46] ;
- un moulin à blé et à lin du XIXe siècle au lieu-dit le Bout des Vieux[47]. Ce moulin a été construit de 1838 à 1839. Une roue hydraulique de 6 mètres de large a été installée vers 1847. Les bâtiments ont été agrandis après 1859. En 1869, le moulin est utilisé pour tailler le lin. Il cesse de fonctionner vers 1937 ;
- une maison du XIXe siècle au lieu-dit les Vieux[48] ;
- des usines des XIXe et XXe siècles[49].

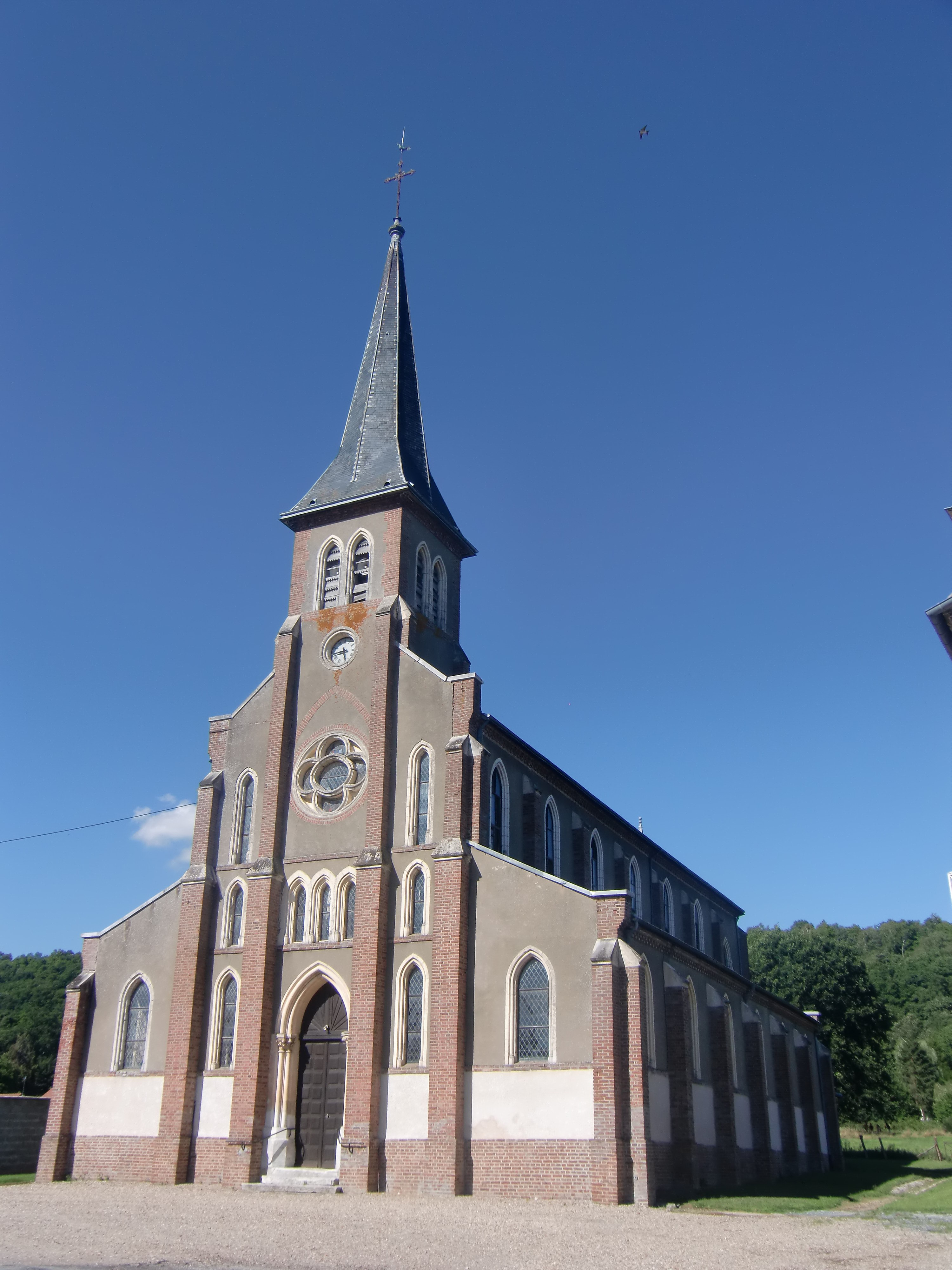
Église Saint-Louis.
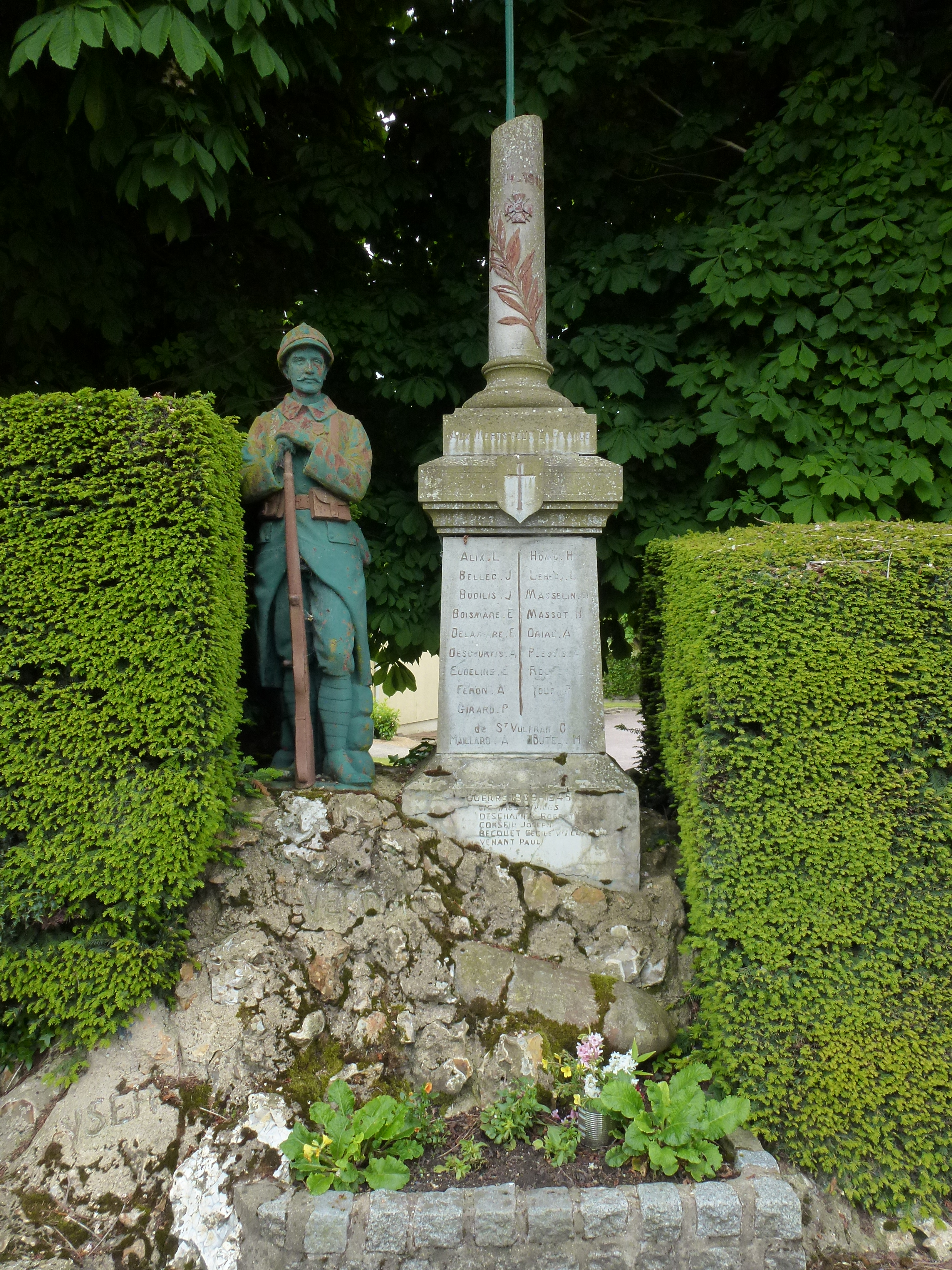
Monument aux morts.
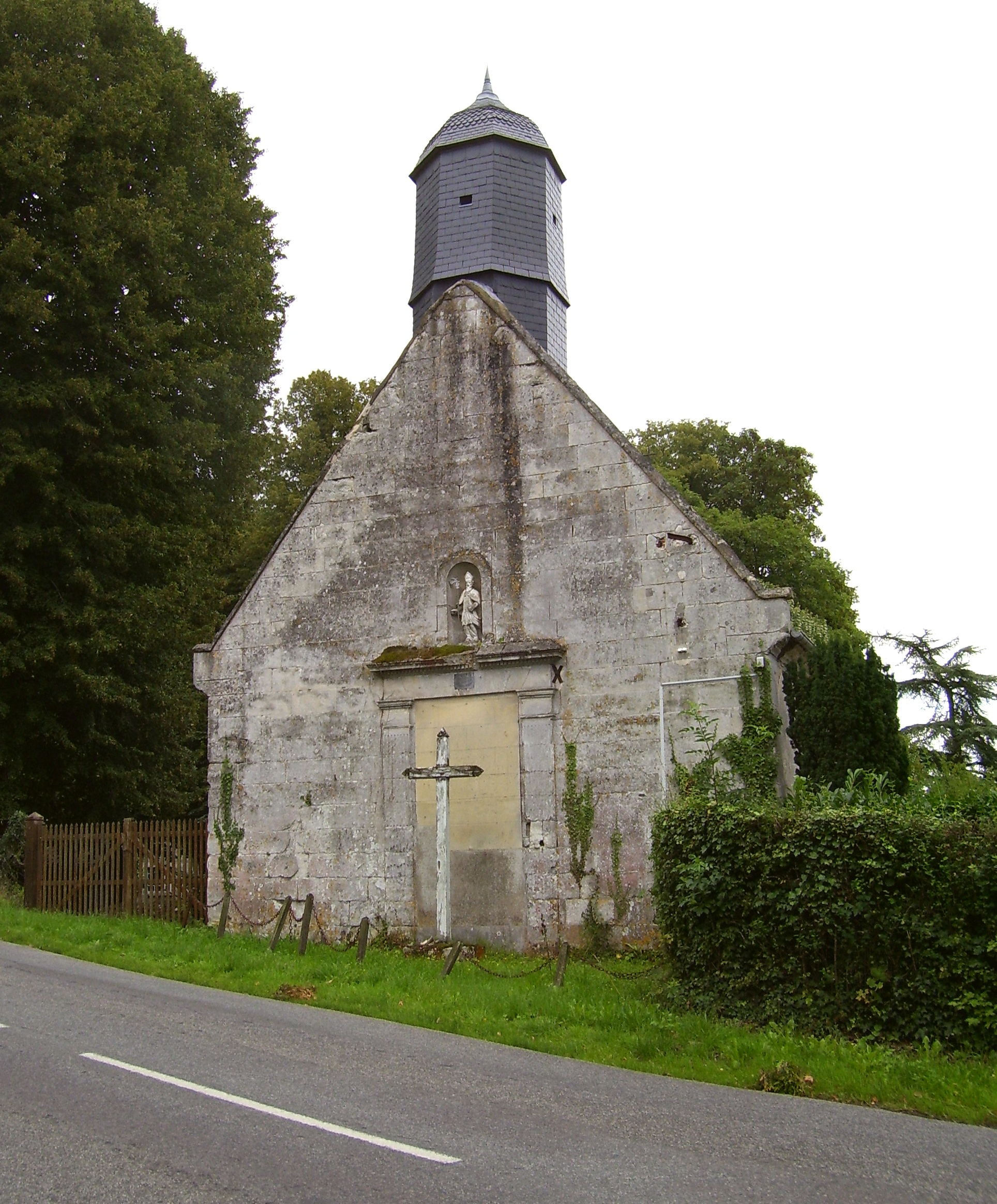
Chapelle.

### Personnalités liées à la commune
- Thurstin de Bastembourg (v. 945-av. 1027), seigneur de Pont-Authou.
- Hugues Ier de Montfort (?-1040), seigneur de Pont-Authou et de Montfort-sur-Risle. Il est le fils de Thurstin de Bastembourg.
- Noël Lefebvre-Duruflé (1792 - Pont-Authou, 1877), homme de lettres et homme politique.